# Look in Your Eyes/All I Want is You
Look in Your Eyes/All I Want is You è un singolo di Scott McKenzie, pubblicato nel 1967.

## Tracce
Lato A
1. Look in Your Eyes (Mike Hurst)

Lato B
1. All I Want Is You (Les Vandyke)